# Fábio Braga
Fábio Henrique Ramos Braga, mais conhecido como Fábio Braga (Vargem Grande, 19 de agosto de 1969) é um advogado e político brasileiro. Filiado ao Solidariedade, é atualmente deputado estadual pelo Maranhão. Fábio Braga é casado com Ana Elizabeth Fecury Braga.

## Carreira política
Maranhense, nasceu em 19 de agosto de 1969 no Município de Vargem Grande, microrregião de Itapecuru Mirim. Filho de pais comerciantes, o maranhense Raimundo Araujo Braga e a piauiense Francisca Oliveira Ramos Braga. Casado com Ana Elizabeth Fecury Braga, e pai de quatro filhos. Fez a primeira fase dos seus anos escolares na Escola Paroquial e na Unidade Escolar Santos Dumont em Vargem Grande e a segunda fase no Colégio Maranhense “Irmãos Maristas em São Luis, já sua vida universitária foi feito na Universidade Federal do Maranhão-UFMA concluindo o curso de Direito em 1992.
Advogado por formação, político por paixão, já exerceu diversas funções na sua trajetória de vida pública. Deputado estadual por três vezes e Secretário de Estado.
Desempenhou ainda por vários anos, como Vice Diretor de Assuntos Acadêmico, Diretor das Faculdades de Direito e Administração e assessoria e consultoria educacional no CEUMA.
Tem presença e atuação marcantes como incentivador, membro e Vice presidente da ABCC Associação Brasileira de Criadores de Caprinos e membro e diretor da ASCEM Associação dos Criadores do Maranhão.
Como parlamentar, exerce pela terceira vez o mandato de Deputado Estadual. Eleito com 29 612 votos na eleição de 2014, sendo atualmente Presidente da Comissão de Educação, Cultura, Desporto, Ciência e Tecnologia, já exerceu a vice presidente da Comissão de Orçamento e da Comissão de Meio Ambiente e a presidência da Comissão de Assuntos Municipais e Desenvolvimento Regional.
É fortemente identificado com as causas do meio rural, segmento onde, inclusive, vem obtendo expressiva votação em todos os pleitos que colocou seu nome para apreciação dos concidadãos maranhenses. No últimos pleito, registrou votação em mais de 170 dos 217 (duzentos e dezessete) municípios maranhenses Destacando votações nos municipios de São Luís, São José de Ribamar, Rosário, Itapecuru Mirim, Vargem Grande, Nina Rodrigues, Presidente Vargas, São Benedito do Rio Preto, Urbano Santos, Belágua, Afonso Cunha, Coelho Neto, Chapadinha, São Bernardo, Brejo, Barreirinhas Turiaçu, Balsas, Riachão e Nova Colinas tem sido reconhecido pelo seu trabalho em prol destas comunidades, sobretudo – aquelas mais desassistidas pelo Poder Público.
O que é revelador do alcance estadualizado de sua atuação parlamentar, e, concomitantemente, exige comprometimento com as causas e demandas de todas as regiões do Estado.
Em 2010, candidatou-se a deputado estadual pelo Partido do Movimento Democrático Brasileiro (PMDB), obtendo sua suplência. 
Em 2014, foi eleito deputado estadual pelo Partido Trabalhista do Brasil (PTdoB).
Em 2016, foi para partido SOLIDARIEDADE.
Em 2018 e 2022, não conseguiu se eleger deputado estadual, ficando como suplente.
Em 4 de janeiro de 2021, foi empossado como efetivo da vaga deixada pelo prefeito eleito do município de Tuntum, Fernando Pessoa.